# Obertura del festival académico
La Obertura del festival académico (en alemán, Akademische Festouvertüre) op. 80 es una obertura de concierto compuesta por Johannes Brahms y data, al igual que la otra que compuso, la Obertura trágica, de 1880. Igualmente, fue estrenada el 4 de enero de 1881 en Breslavia bajo la dirección del autor. 

## Análisis de laObertura festiva académica
En 1879 Brahms fue nombrado doctor honoris causa por la Universidad de Filosofía de Breslau. Como agradecimiento, escribió el compositor esta obertura, pero, cuando trabajaba en la partitura decidió de repente escribir otra de espíritu diametralmente opuesto: "Una que llora y otra que ríe", afirmó Brahms.
Así, la Obertura del festival académico no es otra cosa que una obra de circunstancias; una especie de fantasía en la que utiliza una docena de motivos diferentes, entre ellos cuatro canciones estudiantiles: Wir hatten gebaut ein stattiches Haus, Melodie des Landesvaters, Was kimmt dort von der Höh y sobre todo la célebre Gaudeamus igitur, que termina la obra con una jocosa solemnidad.
La duración de esta obertura es de aproximadamente diez minutos.

## Multimedia
- Leornard Bernstein dirige a la Filarmónica de Viena, con ocasión del 150 aniversario de Brahms

- Datos: Q414694
- Multimedia: Johannes Brahms, Akademische Festouvertüre (op. 80) / Q414694